# Мужља
Мужља (мађ. Muzslya) је некадашње претежно етнички мађарско село у Банату, у Војводини, које је данас градско насеље Зрењанина. Сједињено је са Зрењанином 1981. године.

## Опис насеља
Налази се у средњем Банату јужно од Зрењанина. Близина града је била од великог значаја за насеље и његов културни, политички и привредни живот. Мужља је једна од највећих месних заједница Зрењанина са око 10.000 становника и обухвата две колоније (Малу колонију и Фејеш Клару). Налази се на десној обали Бегеја на надморској висини од 75-77 метара.
До 1955. године насеље се звало Горња Мужља (на мађарском Felső-Muzslya, на немачком Ober Muschla), а од тада се зове Мужља. Сам назив насеља потиче од речи музара, јер су на овом терену живели пастири. На простору насеља, приликом ископавања, нађени су предмети из старчевачке, неолитске културе.
Овдашњи становници су се бавили пољопривредом. Године 1552. Турци освајају Бечкерек и тадашњу Торонталску жупанију, а становници се масовно селе на север. Од 1716. до 1718. године Аустрија заузима ове крајеве и почиње колонизацијом Немаца, Срба, Мађара, Словака и Румуна. Колонизација Мужље се помиње од 1867, али до ње долази тек 1890, када Краљевска комора јужно од Бечкерека насељава 420 мађарских породица (2.500 особа) на 6.000 хектара са циљем да се баве пољопривредом.
Данас су житељи насеља углавном радници зрењанинске привреде, а мање од 10% бави се пољопривредом. Становништво чине углавном Мађари и Срби.
Са изградњом насеља, граде се и објекти од јавног значаја: године 1893. се гради школа, 1895. зграда ватрогасног друштва, 1902. се гради црква а 2002. саграђен је ђачки интернат „Емаус“, којега воде редовници салезијанци.

## Галерија слика
- Мужља са црквом и парохијом.
- Дом ученика Емавс, обданиште и црква зими 2011.
- Интернат Емавс, дечји вртић и црква зими 2011.
- Школа Серво Михаљ и пошта у Мужљи, 2011.
- Школа Серво Михаљ у Мужљи 2003.
- 2002. године запаљена Трговина на Пескари г. 2011.
- Теретана у Мужљи.
- Улица Мађарских комуна са римокатоличком црквом, саграђеном 1902. године.
- Крст на почетку тадашњег села Мужља из године 1898.
- Нова Дечја амбуланта у Мужљи саграђена 2002.